# 柯西剛性定理
柯西剛性定理（Cauchy's theorem）是几何学的定理，得名自數學家奧古斯丁-路易·柯西。柯西剛性定理提到二個三維的凸多面體若有其對應面都全等，則兩者多胞形本身也會全等。若將凸多面體展開，使各面都在同一個平面上，再加上多面體的哪些面會相連的說明，這可以確定多面體的形狀，而且符合的多面體只會有一個。例如，立方體的展開圖會是六個正方形，若有一個凸多面體，展開後也是六個正方形，且各面連接方式和立方體展開圖相同，則該多面體一定是立方體。不可能有其他不是立方體，但展開圖和立方體相同的凸多面體。
柯西剛性定理是結構剛性理論的基礎。若有人用剛性材質組成凸多胞形的面，使各面不會變形，面和面之間有鉸鏈相連，所組成的多面體會是剛性結構。

## 敘述

正二十面體，本身也是凸多面體

令P和Q是組合等價的三維凸多面體，也就是說這二個是同構face lattic的凸多面體，再者，P和Q每一對對應的面都互相全等（在進行剛體的平移或旋轉運動後就相同），則凸多面體P和Q也是全等的。
上述要求的凸多面體是必要的。考慮一個正二十面體，可以將一個頂點往內壓，形成一個非凸的多面體，和原多面體仍然是組合等價，但二者是不同的。

## 歷史
此結果源自歐幾里得的《几何原本》，其中提到二個多面體若每一對應面都相等，則二個多面體相同。此一版本的定理是由柯西以约瑟夫·拉格朗日之前的研究為基礎，在1813年證明的。在他證明中用到的主要引理裡有一個錯誤，後來是由恩斯特·施泰尼茨、Isaac Jacob Schoenberg及亞歷山大·亞歷山德羅夫所修正的。更正後的柯西證明又短又優雅，可以列在数学天書中的证明中。